# P NATION
피네이션(영어: P NATION)은 가수 싸이가 설립한 대한민국의 연예 기획사다. 2018년 10월 29일에 설립되었고, 2019년 1월 24일 싸이가 본인의 페이스북을 통해 회사 설립 사실을 알렸다. 본사는 서울특별시 강남구 논현로 151길 21에 있다.
SK텔레콤이 50억 원을 투자하여 회사 지분의 10%을 보유하고 있다.

## 현재 소속 아티스트

### P Nation
- 싸이
- 크러쉬
- 헤이즈
- 스윙스
- TNX (천준혁, 은휘, 최태훈, 오성준, 장현수)
- 마마무 화사
- 안신애
- 다니엘 지칼
- Baby DONT Cry (이현, 쿠미, 미아, 베니)

### P Nation Japan
- 9RIKILL (나카무라 이치고, 미나토 아리아치바라, 사나토 유키코, 하비, 키알, 마야, 부에노스아이레스, 아미나, 비바)
- LO-FI BOYS (신규환, 나카모토 이치고, 권로지, 혼다 사쿠라, 나카무라 키코모)

## 현재 소속 연습생
- 고키 - 라우드 참가자.
- 김동현 - 라우드 참가자. 보이즈2플래닛 참가자.
- 유센 - 보이즈2플래닛 참가자.

## 이전 소속 아티스트
- 디아크
- 제시
- 현아
- 던
- 페노메코
- 우경준 (THE NEW SIX 전 멤버)

## 이전 소속 연습생
- 김나경 , 정혜린 - 모드하우스로 이적해 tripleS로 데뷔.
- 김민정 - 프로듀스 101 참가자.
- 시오
- 정다인 - S2엔터테인먼트로 이적해 핫이슈로 데뷔하였지만 해체하였다.
- 조아영 - 프로듀스 48 참가자. 1차 순발식에서 탈락한 후 당시 소속사였던 FNC엔터테인먼트와 결별한 뒤 P NATION으로 이적했으나 퇴사했으며 다시 하이라인엔터테인먼트 소속 연습생으로 들어갔으나 거기서도 나왔다.
- 최사랑 - 방과후 설렘 출신으로, 현재는 미스틱스토리로 이적했다.
- 모아